# Клеменс Єжи Замойський
Клеменс Єжи Замойський (1738—1767, Замостя) — польский магнат, 8-й ординат Замойський (1752—1767), староста Плоскирівський й Тарнувський.
Народився в 1738 році (неправильна дата 1747 року). Син Томаша Антоні та Анєли Терези Міховської. На його честь названо літню резиденцію родини Замойських-Клеменсів. Після смерті батька у 1752 р. успадкував Замойський ординат і був його 8-м ординатом. Неповнолітнім Клеменсом опікувався дядько Ян Якуб. Він став головою ордонансу в 1760 році. У 1763 році у Варшаві він одружився з Констанцією (1742–1792), дочкою Станіслава Костки Чарторийського , але потомства не мав. Після смерті Климента в молодому віці Констанція вийшла заміж за його дядька Андрія Гієроніма . Маєток Замостя успадкував його дядько Ян Якуб який став 9-м станом.